# Thoyowpongia
Thoyowpongia là một chi bướm đêm thuộc họ Geometridae.